# هارييت بيتس
هارييت بيتس (بالإنجليزية: Harriet Bates)‏ (1856، كوينسي في الولايات المتحدة - 1886، بوسطن في الولايات المتحدة)؛ شاعرة، كاتِبة وروائية أمريكية.